# Дерюгина, Ирина Ивановна
Ирина Ивановна Дерюгина (укр. Ірина Іванівна Дерюгіна; род. 11 января 1958, Киев) — советская и украинская гимнастка и тренер, заслуженный мастер спорта СССР (1977) по художественной гимнастике. Единственная советская гимнастка, которая дважды была абсолютной чемпионкой мира (1977, 1979). Главный тренер национальной сборной команды Украины по художественной гимнастике, Первый вице-президент Украинской федерации гимнастики, Президент Федерации гимнастики Украины (художественная гимнастика).

## Биография
Родилась в семье олимпийского чемпиона-пятиборца Ивана Константиновича Дерюгина и тренера по художественной гимнастике Альбины Дерюгиной. В возрасте 10 лет в 1968 году Ирина Дерюгина поступила в Киевское хореографическое училище. С 1976 по 1980 год училась в Киевском государственном институте физической культуры.

## Спортивная карьера

### Ранние годы
14-летняя Ирина Дерюгина ушла из хореографического училища и буквально заставила маму стать её тренером, пообещав, что уж в этом деле она точно станет на голову сильнее всех.
Обязательное условие матери «Много и упорно работать» Ира выполнила — её режим дня превратился в сплошные тренировки и поездки на соревнования.
Куда больше мамы решению стать гимнасткой радовался отец Дерюгиной — Иван Константинович. Знаменитый пятиборец, олимпийский чемпион (1956 г.) мечтал, чтобы его дочь добилась таких же высот в спорте, как и он.
Отцу Ира пообещала, что обязательно завоюет ещё больше медалей, чем папа. И обещание свое сдержала.
Кстати, именно отец в семье Дерюгиных взял на себя роль своеобразного «миротворца». Ведь большинство удачных решений по той или иной программе выступлений Иры рождалась в отчаянных спорах с мамой-тренером. Когда ситуация заходила в тупик, Иван Константинович всегда находил нужные слова и для жены, и для дочери.
Во многом именно хореографическая подготовка помогла Дерюгиной сформировать в гимнастике свой собственный стиль, не похожий ни на чей другой.
— У многих гимнасток моего времени была колоссальная физическая и акробатическая подготовка, но им не хватало балетной выразительности и вытянутых линий. Я смогла изменить гимнастику, — позже раскроет секрет своего успеха Дерюгина. 

### Сборная СССР
Талантливая спортсменка попала в титулованную сборную СССР уже в 14 лет. Сделать это было очень нелегко, поскольку этот медалеемкий вид являлся визитной карточкой СССР и конкуренция среди гимнасток была безумно высока. За 11 лет своих выступлений за сборную (с 1972 по 1982 год) И. Дерюгина сумела стать одной из самых титулованных гимнасток не только Советского Союза, но и всего мира. Гимнастка Ирина Дерюгина пять раз становилась абсолютной чемпионкой Союза, столько же раз завоевывала это звание на Кубке СССР, становилась 4-кратной победительницей престижного тогда Кубка Интервидения. На международных соревнованиях самого высокого ранга Дерюгина дважды (в 1977 и 1979 годах) становилась абсолютной победительницей чемпионатов мира, чего не удавалось ни одной из советских гимнасток ни до, ни после неё. О том, насколько успешной была Ирина Дерюгина в молодости, красноречиво говорит установленное ею уникальное достижение. В течение пяти лет (с 1975 по 1979-й включительно) она всего единожды пропустила на высшую ступень пьедестала соперницу.
О том, какой ценой даются Дерюгиной-младшей победы, мало кто представлял. Неприятная история произошла в Швейцарии накануне дебютного для Иры чемпионата мира — 1977. После тренировки на сквозняке Ирина слегла с грудным радикулитом. Так и вышла на ковер со спазмами, но не позволила никому усомниться в своей победе, завоевав звание чемпионки мира.

### Окончание карьеры
После Чемпионата мира 1979 Ира получила очень серьёзную травму — разрыв крестообразной связки. Повреждение во многом приблизило конец карьеры гимнастки.
Карьеру Ирина Дерюгина закончила в 1982 году. И оказалась на распутье — кроме перспектив в тренерской карьере Ира получила предложение начать свой путь в политике. Дерюгина даже окончила Высшую партийную школу, но в итоге сделала выбор в пользу спорта.

## Тренерская деятельность
В 1982 г. Ирина Дерюгина закончила выступления на международной арене — в гимнастике 24 года считается достаточно почтенным возрастом. Но её спортивная карьера продолжилась в другой ипостаси. Вместе с мамой Альбиной Николаевной она образовала тренерский дуэт, возглавивший сборную Украинской ССР. Талантливая спортсменка и выдающийся тренер (Альбина Дерюгина впоследствии даже получила звание Героя Украины) воспитали целый ряд выдающихся гимнасток, среди которых есть две олимпийских чемпионки и одиннадцать чемпионок мира. За 30 лет наставнической работы Ирины Ивановны Дерюгиной её воспитанницы завоевали 120 золотых медалей и по 30 наград, выкованных из серебра и бронзы, на международных соревнованиях самого различного ранга, в том числе — на состязаниях высшего уровня, Олимпиадах, мировых и европейских форумах.
С приходом в страны бывшего СССР новых экономических реалий и с обретением Украиной независимости Альбина и Ирина Дерюгины открыли свою собственную частную семейную школу художественной гимнастики. Одновременно с этим Ирина не оставляла своего поста во главе национальной сборной. Такое совмещение вполне в характере Ирины Ивановны. По свидетельствам людей, хорошо знающих Дерюгину, она всегда отличалась невероятной трудоспособностью и умением терпеть. Она и сама про себя говорит то ли в шутку, то ли в серьез, что является одной из самых травмированных спортсменок в истории художественной гимнастики. Большой спорт научил её терпеть боль и идти к своей цели, не обращая внимания ни на какие трудности.
Среди воспитанниц Ирины Дерюгиной гимнастки Александра Тимошенко (Олимпийская чемпионка 1992 года), Анна Бессонова (бронзовый призёр Олимпийских игр 2004 и 2008 годов), Анна Ризатдинова (бронзовый призёр Олимпийских игр 2016 года, Чемпионка мира 2013 года), Оксана Скалдина (бронзовый призёр Олимпийских игр 1992 года), Алина Максименко (призёр Чемпионатов мира и Европы), Виктория Мазур ( призёр Чемпионатов мира, Европы, Универсиады), Тамара Ерофеева (Чемпионка мира и Европы), Наталья Годунко (Чемпионка мира и Европы), Елена Дзюбчук (Чемпионка мира). В разное время Ирина Дерюгина также консультировала Екатерину Серебрянскую (Олимпийская чемпионка 1996) и Елену Витриченко (бронзовый призёр Олимпийских игр 1996),
И.Дерюгина неоднократно попадала в сотню самых влиятельных женщин Украины, составляемую журналом «Фокус». Как отмечает издание, влиятельность чемпионки обусловлена высокими титулами спортсменки, «авторитетом семейной школы художественной гимнастики» и достижениями её воспитанников.

## Официальная деятельность
Помимо тренерской деятельности, Ирина Дерюгина в разное время выполняла и другие обязанности. Так, она стала Вице-президентом Федерации гимнастики Украины, а с 2018 года — Президентом.
Организовала и провела в Киеве чемпионат мира по художественной гимнастике (2013), а также два чемпионата Европы (2004, 2020).
Член Национального олимпийского комитета Украины.
Ирина Ивановна также носит звание академика Украинской национальной академии спорта, время от времени выполняя преподавательские функции в стенах вуза.

## Международная деятельность
С 1985 по 2008 год — судья международной категории Международной федерации гимнастики (FIG). С 1988 по 1992 — член Технического комитета FIG по художественной гимнастике.

## Кубок Дерюгиной
Ирина Дерюгина является создателем и организатором престижного международного турнира по художественной гимнастике под названием «Кубок Дерюгиной», который ежегодно проводится в Киеве в марте и приурочен ко дню рождения её матери, Альбины Дерюгиной — легендарного тренера и основателя школы художественной гимнастики в Украине. Впервые соревнования были проведены в 1992 году, и тогда в них приняли участие 18 стран. С 1997 года турнир является частью международной серии Гран-при по художественной гимнастике. Соревнования традиционно проходят в киевском «Дворце спорта».
«Кубок Дерюгиной» ежегодно собирает большое количество участников примерно из 50 стран мира. Победительницами «Кубка Дерюгиной» становились такие звезды художественной гимнастики, как Анна Бессонова (Украина), Алина Кабаева (Россия), Тамара Ерофеева (Украина), Елена Витриченко (Украина), Дарья Дмитриева (Россия), Дарья Кондакова (Россия), Катерина Серебрянская (Украина) и другие.
Юбилейный 25-й «Кубок Дерюгиной» состоялся в сентябре 2020 года — сроки были перенесены из-за пандемии Covid-19. Это было первое в мире официальное соревнование по художественной гимнастике, проведенное под эгидой FIG с начала пандемии. Через два месяца после этого, в ноябре 2020, в Киеве был проведен чемпионат Европы по художественной гимнастике.

## Семья
Отец — Иван Константинович Дерюгин (1928—1996), советский олимпийский чемпион-пятиборец.
Мать — Альбина Николаевна Дерюгина (1932—2023), советский и украинский тренер по художественной гимнастике.
Муж (в 1979—2000 годах) — Олег Владимирович Блохин (род. 1952), советский и украинский футболист. В 2000 году Ирина Дерюгина и Олег Блохин развелись.
Дочь — Ирина Олеговна Блохина (род. 1983), тренер сборной команды Украины по художественной гимнастике.
- внучка — Жаклин (р. 2014) от брака с Алексеем Брынзаком.

## Награды
- Орден «Знак Почёта» (1978)[6]
- Орден «За заслуги» II степени (2021) — за значительный личный вклад в социально-экономическое, научно-техническое, культурно-образовательное развитие Украинского государства, образцовое выполнение служебного долга и многолетний добросовестный труд[7]
- Орден «За заслуги» III степени (2013) — за достижение высоких спортивных результатов на XXVII Всемирной летней Универсиаде в Казани, проявленную самоотверженность и волю к победе, повышение международного авторитета Украины[8]
- Орден княгини Ольги III степени
- Орден княгини Ольги II степени (2008) — За значительный личный вклад в развитие олимпийского движения, подготовку спортсменов международного класса, обеспечение высоких спортивных результатов национальной сборной командой Украины на XXIX летних Олимпийских играх в Пекине[9]
- Орден княгини Ольги I степени (2016) — за весомый личный вклад в развитие олимпийского спорта, достижения высоких спортивных результатов национальной сборной командой Украины на Играх XXXI Олимпиады, подготовку спортсменов международного класса[10]
- Заслуженный работник физической культуры и спорта Украины (2005) — За весомый личный вклад в развитие и популяризацию физической культуры и спорта на Украине, достижение высоких спортивных результатов на XXIII Всемирной летней Универсиаде в городе Измир (Турецкая Республика), повышение международного авторитета Украинского государства[11]

## Спортивные результаты
- 1975—1979 Чемпионаты СССР 1975—1979 (1 место — абсолютное первенство, 1 место — 4 финала в отдельных видах)
- 1975—1979 Кубки СССР 1975—1979 (1 место — абсолютное первенство, 1 место — 4 финала в отдельных видах)
- 1977 Чемпионат мира, Швейцария (1 место — абсолютное первенство, 1 золотая и 2 серебряных медали в финалах в отдельных видах)
- 1978 Чемпионат Европы, Испания (1 место — мяч, 2 место — абсолютное первенство, скакалка, лента)
- 1979 Чемпионат мира, Великобритания (1 место — абсолютное первенство, 1 золотая, серебряная и бронзовая медаль в финалах в отдельных видах)
- 1979 Спартакиада Народов СССР (1 место — абсолютное первенство)